# Rhagada construa
Rhagada construa är en snäckart som beskrevs av Tom Iredale 1939. Rhagada construa ingår i släktet Rhagada och familjen Camaenidae. Inga underarter finns listade i Catalogue of Life.